# Mandarin Oriental Hyde Park (London)
Mandarin Oriental Hyde Park, London, er et femstjernet hotel, der ligger i Knightsbridge i London. Det er ejet og drives af Mandarin Oriental Hotel Group. Hotellet er indrettet i en historisk edwardiansk bygning fra 1882, og hotellet åbniede oprindeligt i 1908 som Hyde Park Hotel og i 1996 købte Mandarin Oriental Hotel Group ejendommen og gennemførte en gennemgribende renovering, og genåbnede hotellet igen i maj 2000.
I juni 2018 afsluttede Mandarin Oriental Hyde Par den hidtil mest omfattende restaurering. Hotellet blev ødelagt af en brand d. 6. juni 2018, der primært var begrænset til eksteriøret af gården bag hotellet med kun begrænset effekt på interiøret, men hotellet lukkede i 6 måneder for udbedre skaderne.
Hotellet har tre restauranter Dinner by Heston Blumenthal, The Aubrey og The Rosebery Lounge, samt baren Mandarin Bar. Interiøret i alle restauranter og baren er skabt af designeren Adam Tihany. The hotel is home to three restaurants: